# Nissan Atleon
Nissan Atleon var en over bilmærket Nissan Motors europæiske forhandlernetværk solgt lastbil.

## L/M-serie (1980−2000)
Nissan havde i 1979 købt dele af den spanske bilfabrikant Ebro, og overtog hele Ebro i 1987. Ebros bilmodeller blev lidt efter lidt til Nissan-modeller. Den næsten lige introducerede Ebro L/M-serie, som afløste Ebro P-serien i 1980, fortsatte som Ebro ligesom Ebro F-serien. Efter overtagelsen i 1987 blev Ebro F-serien omdøbt til Nissan Ebro Trade og senere Nissan Trade. I 1987 blev Ebro L/M-serien ligeledes omdøbt til Nissan Ebro L/M-serie. Fra 1990 bortfaldt varemærket Ebro og Nissan L/M-serien blev herefter bygget frem til 2000. L/M-serien blev fra 1990 og frem introduceret i flere og flere europæiske lande.

## ECO-T (Atleon) (1997−2000)
Fra 1997 solgtes en faceliftet udgave af L/M-serien, som på mange markeder (som f.eks. Tyskland og Danmark) hed Nissan ECO-T eller Nissan Camiones ECO-T (Spanien), og på nogle markeder blev solgt med tilnavnet Atleon.
Først med den i 2000 introducerede efterfølger blev navnet Atleon indført på alle markeder.
| Version   | Cylindre | Slagvolume cm³ | Maks. effekt kW (hk) / omdr. | Maks. drejningsmoment Nm / omdr. | Motortype | Byggeår     |
| --------- | -------- | -------------- | ---------------------------- | -------------------------------- | --------- | ----------- |
| ECO-T.100 | 4        | 2953           | 80 (108) / 3600              | 260 / 2000                       | BD-30 Ti  | 1997 − 2000 |
| ECO-T.135 | 4        | 3989           | 101 (137) / 2600             | 417 / 1300                       | B4-40 Ti  | 1997 − 2000 |

## Nissan Atleon (2000−2013)
Siden september 2000 er Atleon blevet bygget på Nissan Motor Ibéricas fabrik i Barcelona. Bilen kan fra fabrikken leveres som chassis, som ladvogn eller med kasseopbygning. Den letteste version med en tilladt totalvægt på 3,5 tons er lavet for at kunne køres på B-kørekort. Modellen fandtes i starten med turbodieselmotorer fra Nissan, type B660TiL, B660TiH og B440Ti, som alle var udstyret med direkte indsprøjtning.
I 2006 fulgte et facelift, hvor fronten blev tilpasset Nissan Cabstar. Siden da har modelprogrammet med Nissans ZD30-motor med 110 kW (150 hk) ved 3400 omdr./min. og Cummins' ISB5-4H-motor med 136 kW (185 hk) ved 2500 omdr./min. omfattet moderne dieselmotorer med commonrail-indsprøjtning kombineret med sekstrins manuel gearkasse.
I midten af 2013 blev Atleon afløst af Nissan NT500.
| Version            | Cylindre | Slagvolume cm³ | Maks. effekt kW (hk) / omdr. | Maks. drejningsmoment Nm / omdr. | Motortype       | Byggeår     |
| ------------------ | -------- | -------------- | ---------------------------- | -------------------------------- | --------------- | ----------- |
| Atleon.110         | 4        | 2953           | 81 (110) / 3500              | 262 / 2100                       | BD-30 Ti        | 2000 − 2006 |
| Atleon.140         | 4        | 3989           | 102 (139) / 2600             | 425 / 1300                       | B4-40 Ti        | 2000 − 2006 |
| Atleon 35.15/56.15 | 4        | 2953           | 110 (150) / 3400             | 350 / 2000                       | ZD30Kai         | 2006 − 2013 |
| Atleon.165         | 6        | 5985           | 119 (162) / 2600             | 459 / 1500                       | B6-60 Ti (L)    | 2000 − 2006 |
| Atleon 80.19       | 4        | 4500           | 136 (185) / 2500             | 700 / 1200                       | Cummins ISB5-4H | 2006 − 2013 |
| Atleon.210         | 6        | 5985           | 154 (209) / 2600             | 647 / 1300                       | B6-60 Ti (H)    | 2000 − 2006 |